# UCI ProTour Ploegentijdrit
De UCI ProTour Ploegentijdrit was een jaarlijkse ploegentijdrit die van 2005 tot 2007 werd georganiseerd in Eindhoven.

## Achtergrond
Bij de invoering van de UCI ProTour in 2005 werd besloten dat ook een ploegentijdrit daar onderdeel van moest zijn. De organisatie werd toegewezen aan Nederland, dat relatief weinig wielerwedstrijden op het hoogste niveau kende. De steden Rotterdam, Goes, Eindhoven en 's-Hertogenbosch stelden zich beschikbaar om het evenement te organiseren, maar alleen de laatste twee werden door de KNWU naar voren geschoven als mogelijke kandidaten. De UCI koos uiteindelijk voor Eindhoven, naar verluidt als eerbetoon aan de afzwaaiende UCI-voorzitter Hein Verbruggen, die uit die regio afkomstig was.
De wedstrijd werd half juni verreden, wat de ploegen een gelegenheid bood om te trainen voor de eventuele ploegentijdrit in de Ronde van Frankrijk. Van elke ploeg gingen acht (in 2005 zes) renners van start, waarbij de eindtijd van de ploeg werd bepaald door de renner die als vijfde finishte.
De UCI ProTour Ploegentijdrit hield na drie edities op te bestaan. In 2008 was nog wel een vierde editie gepland, maar deze werd geschrapt. Het verdwijnen van de tijdrit had vooral financiële redenen. Er kwamen te weinig Eindhovenaren naar het evenement kijken en ook liep de belangstelling onder sponsoren terug.
De UCI ProTour Ploegentijdrit kan worden beschouwd als de opvolger van de Grand Prix de la Libération, die tussen 1988 en 1991 ook in Nederland verreden werd. Op de wereldkampioenschappen wielrennen 2012, opnieuw in Nederland, werd de ploegentijdrit voor commerciële wielerploegen weer opnieuw geïntroduceerd, dit keer als onderdeel van de UCI World Tour.

## Route
Het parcours bestond uit twee lussen (één in Helmond en één in Best), die beiden op en neer gereden moesten worden, waardoor het publiek de ploegen altijd twee keer voorbij kon zien komen. De totale lengte van het parcours bedroeg 48,6 km.
De start van de tijdrit vond plaats op het Stadhuisplein aan de Wal in Eindhoven. De route liep dan oostelijk over de Fellenoord en de Eisenhouwerlaan richting Helmond. Vervolgens volgden de renners de A270 en keerden op de Kasteeltraverse in het centrum van Helmond. Daar was tevens het eerste meetpunt. De renners namen dezelfde weg terug en in Eindhoven bogen ze noordelijk af de Veldmaarschalk Montgomerylaan op, waar het tweede meetpunt was. Via de Huizingalaan, Marathonloop en de Boschdijk liep het parcours naar Best, waar het derde en laatste meetpunt was. In Best keerden de renners nogmaals en de ploegen reden vanaf hier dezelfde weg terug naar het Stadhuisplein in het centrum van Eindhoven om daar te finishen.
2005 · 2006 · 2007 · 2008
UCI · ProTour